# 歐倫塞主教座堂

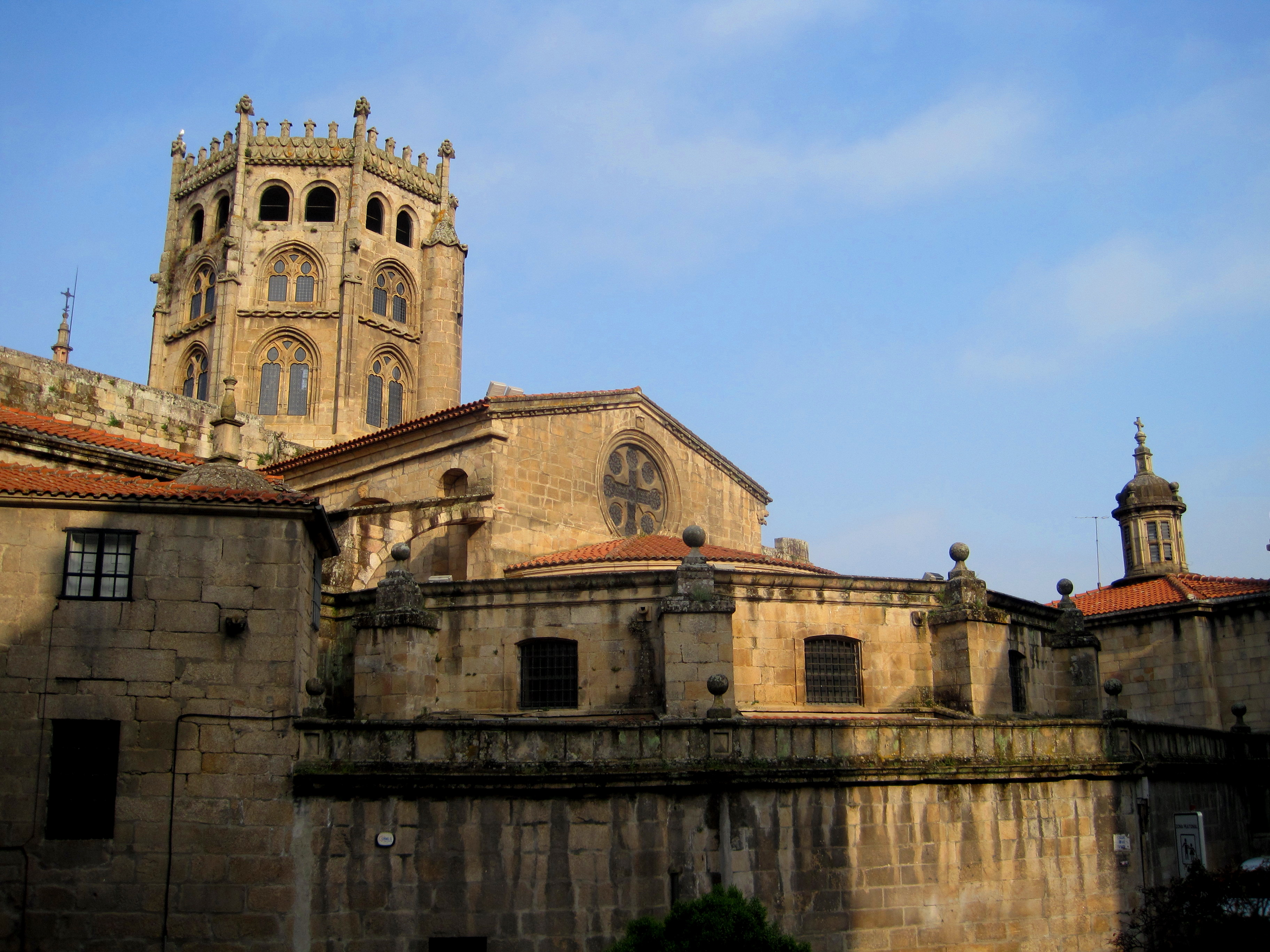

歐倫塞主教座堂（Ourense Cathedral）是位於西班牙城市歐倫塞的一座羅馬天主教的主教座堂。歐倫塞主教座堂融合了多種的建築風格。